# Cèl·lules solars de pel·lícula prima

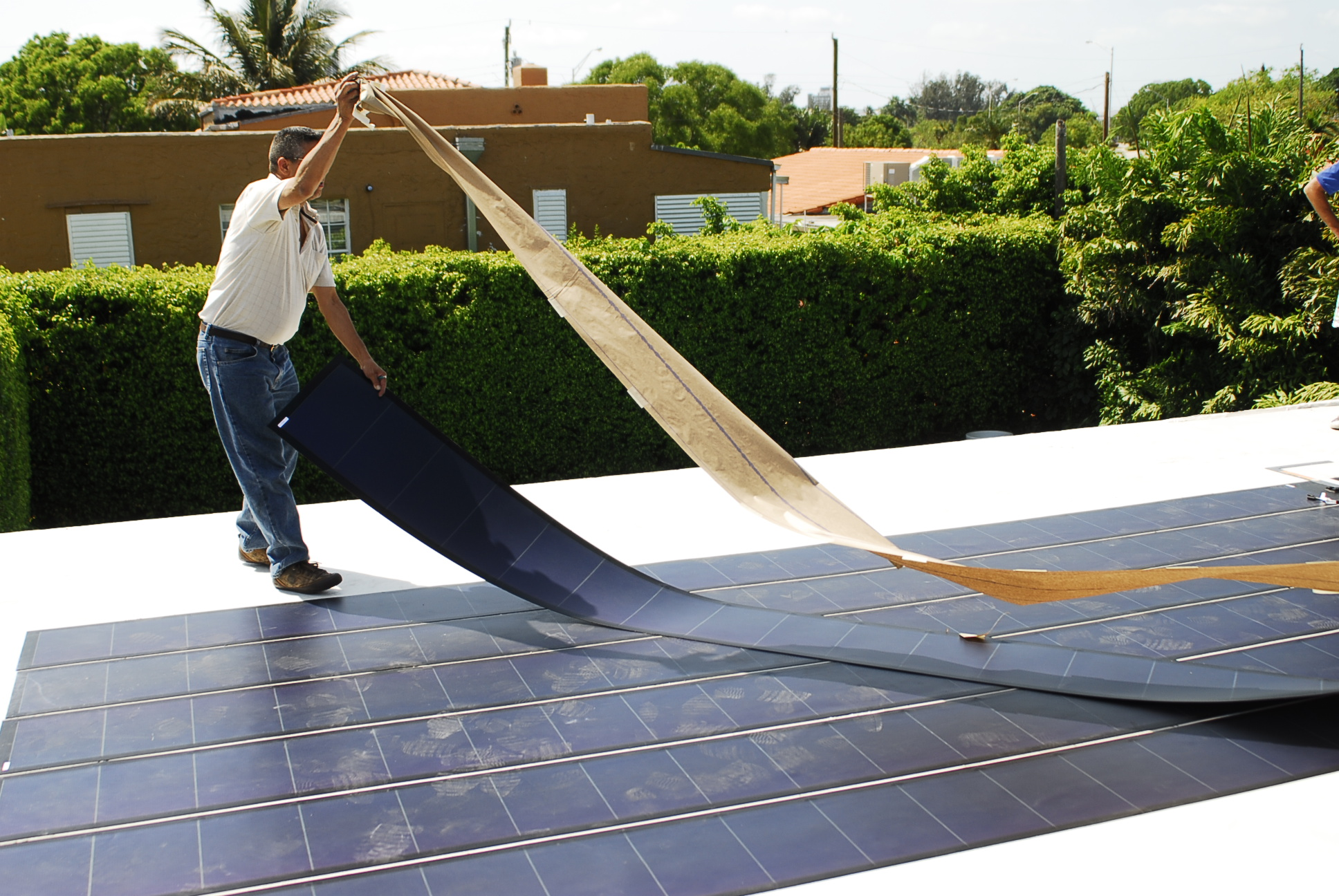
Cèl·lules solars de pel·lícula prima, una segona generació de cèl·lules solars fotovoltaiques (PV): Part superior: laminats de silici de pel·lícula prima que s'instal·len en un sostre. Mitjà: cèl·lula solar CIGS sobre un suport de plàstic flexible i panells rígids de CdTe muntats sobre una estructura de suport. Part inferior: laminats de pel·lícula fina als terrats.

Les cèl·lules solars de pel·lícula prima es fabriquen dipositant una o més capes primes (pel·lícules primes o TF) de material fotovoltaic sobre un substrat, com ara vidre, plàstic o metall. Les cèl·lules solars de pel·lícula prima solen tenir un gruix d'uns pocs nanòmetres (nm) a unes poques micres (µm), molt més primes que les hòsties utilitzades a les cèl·lules solars convencionals basades en silici cristal·lí (c-Si), que poden ser de fins a 200 µm de gruix. Les cèl·lules solars de pel·lícula prima s'utilitzen comercialment en diverses tecnologies, com ara tel·lurur de cadmi (CdTe), diselenur de coure indi gal·li (CIGS) i silici de pel·lícula prima amorf (a-Si, TF-Si).

Secció transversal d'una cèl·lula TF.

Les cèl·lules solars sovint es classifiquen en les anomenades generacions en funció de les capes actives (absorbeixen la llum solar) utilitzades per produir-les, amb les cèl·lules solars més consolidades o de primera generació fetes de silici monocristal·lí o multicristal·lí. Aquesta és la tecnologia dominant que s'utilitza actualment en la majoria dels sistemes solars fotovoltaics. La majoria de les cèl·lules solars de pel·lícula prima es classifiquen com a segona generació, fetes amb capes primes de materials ben estudiats com el silici amorf (a-Si), el telurur de cadmi (CdTe), el selenur de coure indi gal (CIGS) o l'arsenur de gal·li (GaAs). Les cèl·lules solars fetes amb materials més nous i menys establerts es classifiquen com a cèl·lules solars de tercera generació o emergents. Això inclou algunes tecnologies innovadores de pel·lícula prima, com ara cèl·lules solars de pel·lícula prima perovskita, sensibilitzada amb colorants, punt quàntic, orgàniques i CZTS.
Les cèl·lules de pel·lícula prima tenen diversos avantatges respecte a les cèl·lules solars de silici de primera generació, incloent ser més lleugeres i flexibles a causa de la seva construcció fina. Això els fa aptes per al seu ús en fotovoltaics integrats en edificis i com a material de vidre fotovoltaic semitransparent que es pot laminar a les finestres. Altres aplicacions comercials utilitzen panells solars rígids de pel·lícula fina (entrellaçats entre dos panells de vidre) en algunes de les centrals fotovoltaiques més grans del món. A més, els materials utilitzats a les cèl·lules solars de pel·lícula prima es produeixen normalment mitjançant mètodes senzills i escalables més rendibles que les cèl·lules de primera generació, la qual cosa condueix a menors impactes ambientals com les emissions de gasos d'efecte hivernacle (GEH) en molts casos. Les cèl·lules de pel·lícula prima també solen superar les fonts renovables i no renovables per a la generació d'electricitat en termes de toxicitat humana i emissions de metalls pesants.
Malgrat els reptes inicials amb la conversió eficient de la llum, especialment entre els materials fotovoltaics de tercera generació, a partir de l'any 2023 algunes cèl·lules solars de pel·lícula prima han assolit eficiències de fins al 29,1% per a cèl·lules GaAs de pel·lícula prima d'unió única, superant el màxim d'eficiència del 26,1% per a cèl·lules solars estàndard de primera generació d'unió única. Les cèl·lules concentradores multiunió que incorporen tecnologies de pel·lícula prima han assolit eficiències de fins al 47,6% a partir del 2023.
Tot i així, s'ha trobat que moltes tecnologies de pel·lícula prima tenen una vida operativa més curta i unes taxes de degradació més grans que les cèl·lules de primera generació en proves de vida accelerades, cosa que ha contribuït al seu desplegament una mica limitat. A nivell mundial, la quota de mercat fotovoltaica de les tecnologies de pel·lícula prima es manté al voltant del 5% a partir del 2023. Tanmateix, la tecnologia de pel·lícula prima s'ha fet considerablement més popular als Estats Units, on les cèl·lules CdTe per si soles van representar gairebé el 30% del nou desplegament a escala de serveis públics el 2022.
Les primeres investigacions sobre cèl·lules solars de pel·lícula prima van començar a la dècada de 1970. El 1970, l'equip de Zhores Alferov a l'Institut Ioffe va crear les primeres cèl·lules solars d'arsenur de gal·li (GaAs), i després va guanyar el premi Nobel de Física l'any 2000 per aquest i altres treballs. Dos anys més tard, el 1972, el Prof. Karl Böer va fundar l'Institut de Conversió d'Energia (IEC) a la Universitat de Delaware per continuar la investigació solar de pel·lícula fina. L'institut es va centrar primer en cèl·lules de sulfur de coure/sulfur de cadmi (Cu₂S/CdS) i més tard es va expandir a pel·lícules primes de fosfur de zinc (Zn₃P₂) i silici amorf (a-Si) també el 1975. L'any 1973, l'IEC va estrenar una casa d'energia solar, Solar One, en el primer exemple de fotovoltaica integrada en edificis residencials. En la dècada següent, l'interès per la tecnologia de pel·lícula prima per a ús comercial i aplicacions aeroespacials va augmentar significativament, amb diverses empreses que van començar el desenvolupament de dispositius solars de pel·lícula fina de silici amorf. L'eficiència solar de pel·lícula prima va augmentar fins al 10% per a Cu ₂ S/CdS el 1980, i el 1986 ARCO Solar va llançar la primera cèl·lula solar de pel·lícula prima disponible comercialment, la G-4000, feta de silici amorf.